# Menat
| Y5 · N35 | M17 | X1 | S18 |

| Y5 · N35 | M17 | X1 | S18 |

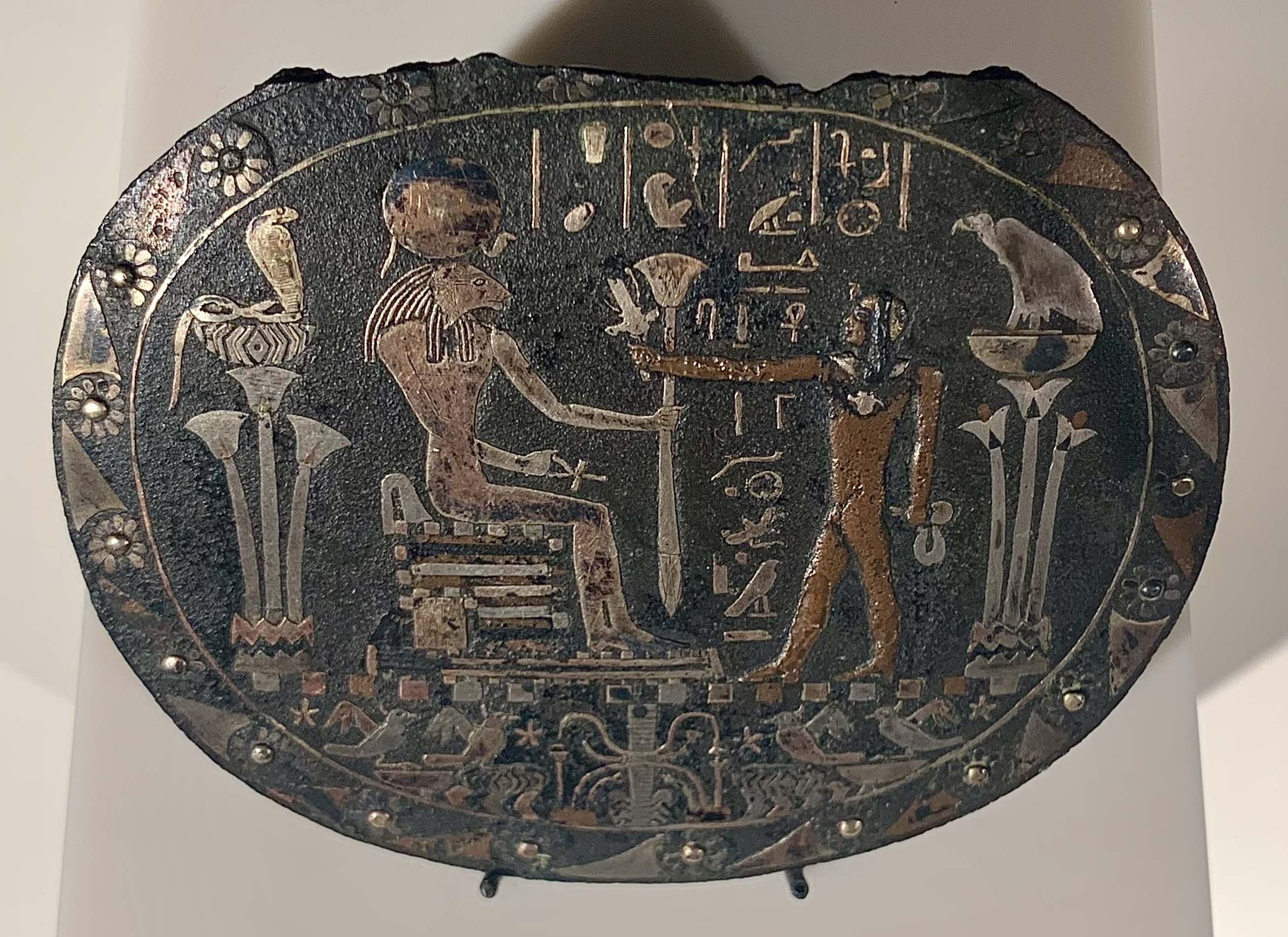
Parte delantera de un menat con la representación de Horsiese I ante la diosa Sejmet. (c. 870 a. C.) Altes Museum, Berlín.

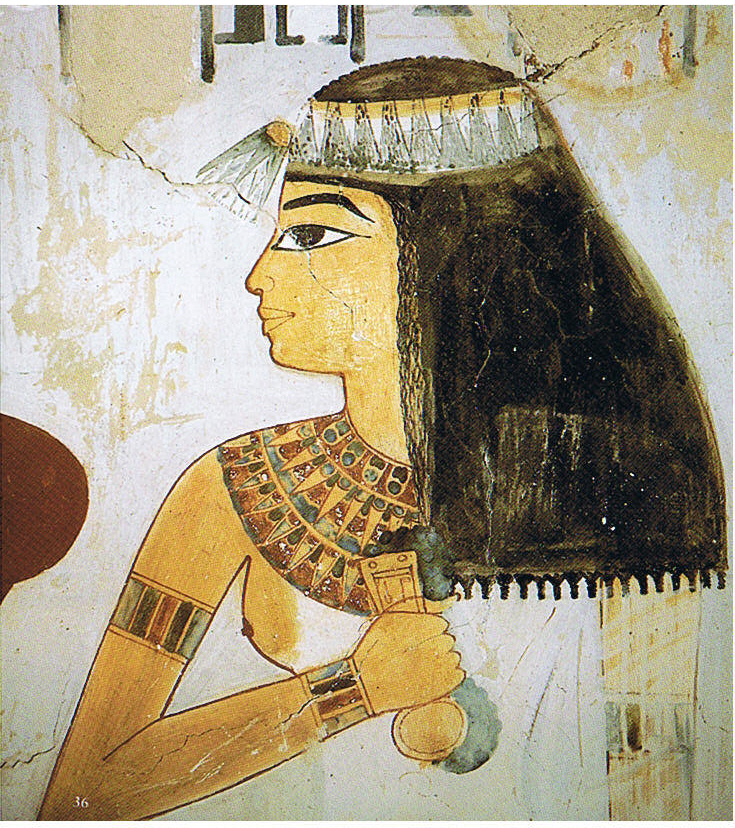
La dama Taui en la Tumba de Najt con un menat en su mano.

La Menat (en antiguo egipcio mnỉ.t) es un nombre utilizado para designar a la diosa egipcia Hathor, y con jeroglíficos algo diferentes se refiere a un collar ritual del Antiguo Egipto que, al igual que el sistro, estaba estrechamente relacionado con la diosa Hathor.

## Collar pectoral
La menat consistía en un platillo, égida (del griego, "escudo"), portado en el pecho, a modo de pectoral, sujeto con una cinta o cadenilla, atado a un contrapeso en el extremo posterior, sobre la espalda de la persona que lo llevaba. Se hacían de fayenza, o de otros materiales diversos, como cuero y bronce. Solían llevar inscripciones y representaciones de deidades asociadas con Hathor, como Sejmet.

## Instrumento religioso musical
Lo portaban en la mano las sacerdotisas de Hathor y era utilizado a modo de sonajero.

## Amuleto
A menudo se usaba como amuleto de protección, incluso por los toros Apis, los hijos de Hathor. La menat, se creía que proporcionaba buena suerte y fortuna, y que protegía contra los malos espíritus. También fue usado para dar protección en la otra vida y es a menudo portado por los difuntos, dándose como regalo en la época Ramésida (dinastías decimonovena y vigésima, que son los últimos dos tercios del período conocido como el Imperio Nuevo). Era usado por las mujeres, creyendo que fomentaba la fecundidad y la buena salud, mientras que entre los hombres aportaría virilidad.

## En la cultura popular
El personaje de Menat en Street Fighter V tiene su nombre con base en esta deidad, además de que proviene de Egipto.